# Campeonato de Fórmula Truck de 2007
O Campeonato de Fórmula Truck de 2007 foi a décima-segunda temporada, sob regime da Fórmula Truck.
O campeão foi o piloto paulista Felipe Giaffone, com um caminhão Volkswagen, o vice foi Roberval Andrade.

## Classificação
| Pos | Piloto                | Caminhão      | Equipe                      | Pontos |
| --- | --------------------- | ------------- | --------------------------- | ------ |
| 1   | Felipe Giaffone       | Volkswagen    | RM Competições              | 156    |
| 2   | Roberval Andrade      | Scania        | Roberval Motorsport         | 133    |
| 3   | Renato Martins        | Volkswagen    | RM Competições              | 95     |
| 4   | Leandro Totti         | Ford          | Londrina Truck Racing       | 79     |
| 5   | Wellington Cirino     | Mercedes-Benz | ABF Mercedes-Benz           | 76     |
|     | Geraldo Piquet        | Mercedes-Benz | ABF Mercedes-Benz           | 76     |
| 7   | Jonatas Borlenghi     | Volkswagen    | RM Competições              | 62     |
| 8   | Valmir Benavides      | Volkswagen    | RM Competições              | 53     |
| 9   | Beto Monteiro         | Ford          | DF Motorsport               | 36'    |
|     | Vinícius Ramires      | Mercedes-Benz | RRT2                        | 36     |
| 11  | Vignaldo Fizio        | Mercedes-Benz | ABF Competições             | 29     |
| 12  | José Maria Reis       | Scania        | Original Reis Peças         | 23     |
| 13  | Luis Carlos Zappelini | Ford          | DF Motorsport               | 14'    |
| 14  | Diumar Bueno          | Volvo         | Diumar Bueno Racing         | 12     |
|     | João Maistro          | Volvo         | Clay Truck Racing           | 12     |
| 16  | Pedro Muffato         | Scania        | MP Motorsport               | 9      |
| 17  | Fred Marinelli        | Iveco         | Sama Competições            | 8      |
| 18  | Djalma Fogaça         | Ford          | DF Motorsport               | 6      |
|     | Adalberto Jardim      | Scania        | Lanzaroni Competições       | 6      |
| 20  | José Cangueiro        | Mercedes-Benz | Mercalf Competições         | 4      |
|     | André Carreira        | Volvo         | KL Racing Team              | 4      |
| 22  | Fabiano Brito         | Volvo         | KL Racing Team              | 3      |
|     | Débora Rodrigues      | Volkswagen    | RM Competições              | 3      |
| 24  | Beto Napolitano       | Ford          | Beto Napolitano Competições | 1      |
|     | Régis Boessio         | Iveco         | Boessio Competições         | 0      |
|     | Daniel Gianfratti     | Ford          | DF Motorsport               | 0      |
|     | Urubatan Helou Jr.    | Ford          | Beto Napolitano Competições | 0      |
|     | David Muffato         | Scania        | Muffatão Racing             | 0      |
|     | Leandro Reis          | Scania        | Original Reis Peças         | 0      |